# دومينيك كوبر
دومينيك كوبر (بالإنجليزية: Dominic Cooper)‏ هو ممثل إنجليزي (من مواليد 2 يونيو 1978 في غرينيتش، لندن، إنجلترا، المملكة المتحدة).

## الحياة الشخصية
ولد كوبر في غرينتش وعاش فيها كوبر هو ابن جولي وهي مدرسة في مدرسة حضانة. درس كوبر في مدرسة توماس تالليس في كيدبروكي في لندن وتدرب في في أكاديمية لندن للموسيقى وتخرج منها في عام 2000.

## الأعمال

### أفلام
- كابتن أمريكا : المنتقم الأول
- نيد فور سبيد
- التعليم
- بديل الشيطان[6]
- ووركرافت

## روابط خارجية
- دومينيك كوبر على موقع IMDb (الإنجليزية)
- دومينيك كوبر على موقع روتن توميتوز (الإنجليزية)
- دومينيك كوبر على موقع ألو سيني (الفرنسية)
- دومينيك كوبر على موقع ميوزك برينز (الإنجليزية)
- دومينيك كوبر على موقع تيرنر كلاسيك موفيز (الإنجليزية)
- دومينيك كوبر على موقع أول موفي (الإنجليزية)
- دومينيك كوبر على موقع بوكس أوفيس موجو (الإنجليزية)
- دومينيك كوبر على موقع قاعدة بيانات برودواي على الإنترنت (الإنجليزية)
- دومينيك كوبر على موقع قاعدة بيانات الأفلام السويدية (السويدية)
- دومينيك كوبر على موقع إن إن دي بي (الإنجليزية)